# Fabio Pizzolato
Fabio Pizzolato (Varese, 16 marzo 1975) è un ex astista italiano.
Prese parte a diverse competizioni internazionali, ma non riuscì mai ad arrivare in finale. Fu 3 volte campione italiano assoluto del salto con l'asta, di cui due all'aperto e una al coperto. È stato per otto anni detentore del record italiano del salto con l'asta, primato che ottenne il 6 luglio 1995 con la misura di 5,75 m, battuta solo nell'agosto 2003 da Giuseppe Gibilisco. Nel 1998 ottenne anche il record italiano nel salto con l'asta indoor, rimasto imbattuto per sei anni. Oggi Pizzolato è l'atleta detentore della seconda migliore prestazione italiana nel salto con l'asta sia all'aperto che al coperto.

## Record nazionali
- Salto con l'asta: 5,75 m ( Milano, 6 luglio 1997)
- Salto con l'asta indoor: 5,70 m ( Genova, 7 febbraio 1998)

## Palmarès
| Anno | Manifestazione    | Sede              | Evento           | Risultato     | Prestazione | Note |
| ---- | ----------------- | ----------------- | ---------------- | ------------- | ----------- | ---- |
| 1994 | Mondiali juniores | Lisbona           | Salto con l'asta | elim. qualif. | 5,00 m      |      |
| 1997 | Mondiali indoor   | Parigi            | Salto con l'asta | elim. qualif. | 5,30 m      |      |
| 1997 | Europei under 23  | Turku             | Salto con l'asta | elim. qualif. | 5,20 m      |      |
| 1997 | Mondiali          | Atene             | Salto con l'asta | elim. qualif. | 5,60 m      |      |
| 1998 | Europei indoor    | Valencia          | Salto con l'asta | elim. qualif. | 5,40 m      |      |
| 2002 | Europei           | Monaco di Baviera | Salto con l'asta | elim. qualif. | 5,25 m      |      |
| 2003 | Universiadi       | Taegu             | Salto con l'asta | 9º            | 5,20 m      |      |

## Campionati nazionali
- 2 volte campione italiano assoluto del salto con l'asta (1997, 2003)
- 1 volta campione italiano assoluto del salto con l'asta indoor (1998)

1997
- Oro ai campionati italiani assoluti di atletica leggera, salto con l'asta - 5,75 m

1998
- Oro ai campionati italiani assoluti di atletica leggera indoor, salto con l'asta - 5,70 m

2003
- Oro ai campionati italiani assoluti di atletica leggera, salto con l'asta - 5,40 m